# اسرتنسک

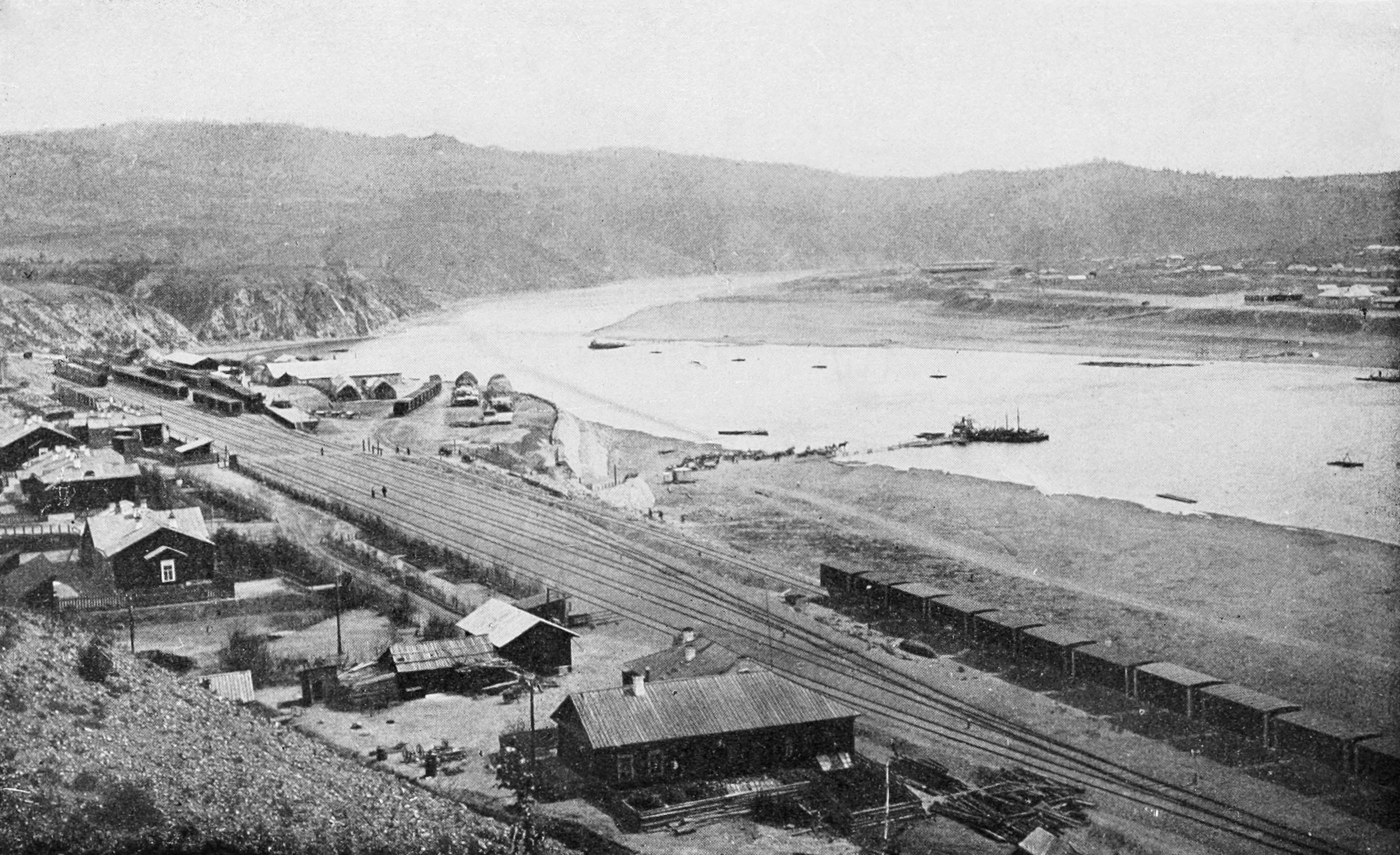
نگاره‌ای کهن از شهر اسرتنسک در سال ۱۹۱۷

شهر اسرتنسک (به روسی: Сретенск) در کشور روسیه و در سرزمین زابایکالسکی واقع شده‌است.